# Наришкін Семен Григорович
Семен Григорович Наришкін (1683 — 1747) — російський дипломат із роду Наришкіних, обергофмейстер, генерал-аншеф .

## Біографія
Син боярина Григорія Філімоновича Наришкіна. Доводився троюрідним братом цариці Наталі Кирилівні. Завдяки спорідненості, а також і своїм особистим якостям, в 1692 році призначений кімнатним стольником царя Петра I. У 1698 році серед дворян великого посольства відвідав Відень та Берлін.
У 1707 році з дипломатичним дорученням перебував у Литві. У 1708 році перебував у чині капітана лейб-гвардії Преображенського полку. Здійснював нагляд за будівництвом Великолуцької фортеці.
Першим в історії Росії проведений в дійсні камергери (8 березня 1711); того ж року на нетривалий час був відряджений до Флоренції. Неодноразово направлявся Петром I із дипломатичними дорученнями:
- 1712 рік — до данського короля Фрідріха VI з листом царя, який просив прискорити відкриття спільних військових дій проти шведів;
- у Відень — з дорученням укласти з Австрією союз проти турків;
- був присутній на Брауншвейзькому конгресі
- тоді ж їздив до Карлсбада для побачення з Петром I;
- 1714 — до польського короля Августа II ;
- 1715 — в Англію для привітання англійського короля Георга I зі вступом на престол.

Був замішаний у справі царевича Олексія, внаслідок чого в 1718 році висланий у свої далекі села із забороною виїжджати з них будь-куди.
21 травня 1725 року, в день одруження цесарівни Анни Петрівни з герцогом Шлезвіга Карлом Фрідріхом, нагороджений орденом Олександра Невського. У 1726 році Катериною I повернуто з заслання, 6 квітня 1729 року проведений в генерал-лейтенанти і призначений обергофмейстером до двору цесарівни Анни Петрівни. У 1730 році проведений у повні генерали і незабаром був звільнений у відставку.
18 грудня 1731 року знову прийнятий на службу, призначений в Гетьманщину для спостереження за діяльністю гетьмана Д. Апостола — був при ньому в 1732—1734 роках, з 22 червня 1733 по 1734 рік виконував обов'язки гетьмана. Дітей від шлюбу з Анною Іванівною Паніною не мав.

## Нагороди
- Орден Святого Олександра Невського (21.5.1725).